# Baseball Rubbing Mud

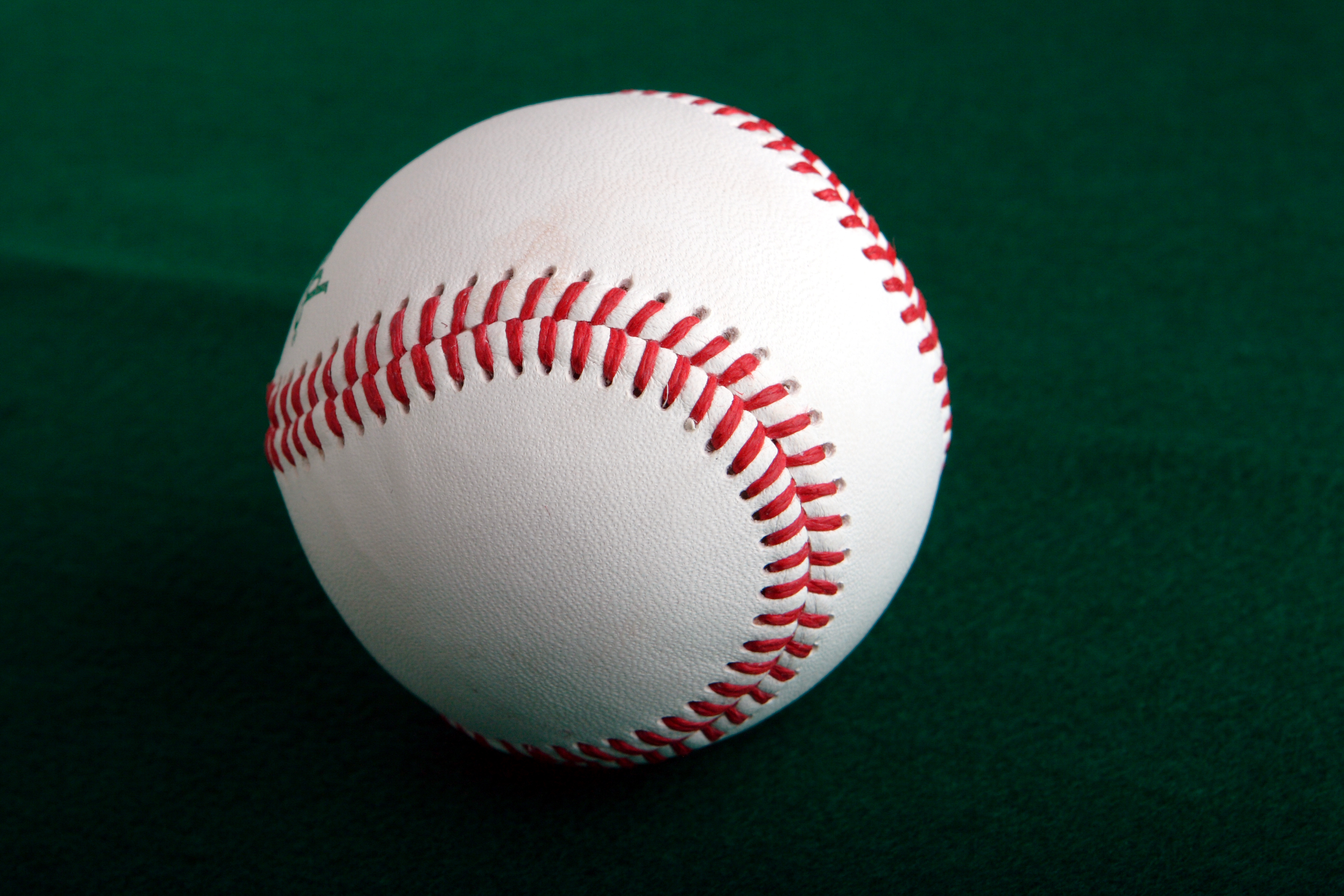
Basebälle werden vor dem Gebrauch in Baseball Rubbing Mud eingerieben.

Baseball Rubbing Mud (dt.: Baseball-Reibeschlamm) ist eine Form von Schlamm, der u. a. im Major League Baseball zum Einreiben aller Basebälle verwendet wird. Der erhöhte Reibungswiderstand erleichtert dem Pitcher das Werfen.
Brandneue Basebälle sind so schlüpfrig, dass sie beim Pitchen leicht aus der Hand rutschen. Dies ist so gefährlich, dass im Major League Baseball eine offizielle Regel existiert, wonach alle Basebälle vor dem Gebrauch „fachkundig eingerieben werden müssen, um den Schlupf zu verringern“. Zu Anfängen des professionellen Baseballs wurden u. a. Erde, Speichel oder Tabaksaft benutzt, womit die Pitcher oft nur begrenzt zufrieden waren. Bei zu leichter Behandlung blieb der Ball schlüpfrig, und bei zu schwerer Behandlung bestand das Risiko, dass der Ball eine Unwucht bekam bzw. die Nähte so dunkel wurden, dass die gegnerischen Batter den Effet sehen konnten.
In den 1930er-Jahren entdeckte Baseball-Coach Russell (Spitzname: "Lena") Blackburne von den Philadelphia Athletics ein Erdloch am Delaware River in der Nähe von New Jersey, in dem er den „perfekten Reibeschlamm“ fand. Er belieferte sein Team damit, welches von den Ergebnissen begeistert war. Blackburne gründete eine eigene Firma und belieferte bald die gesamten American League damit, weigerte sich aber bis zu den 1950er-Jahren, es der National League zu verkaufen. Heute wird Baseball Rubbing Mud von beinahe jedem Team im Major League Baseball benutzt. Auch im World Baseball Classic werden Basebälle verwendet, die damit eingerieben sind.
Der genaue Ort des Erdlochs ist bis heute ein Firmengeheimnis. Die Konsistenz von Baseball Rubbing Mud wird wie „dickflüssiger Schokoladenpudding“ beschrieben, und wirkt wie „sehr feines Sandpapier, das den Schlupf abschmirgelt, ohne den Ball zu beschädigen“. Baseball Rubbing Mud wird meist in Zubern von 32 Unzen verkauft, die jeweils etwa 75 US-Dollar kosten. Dies ist nach Verkaufsangaben genug für eine gesamte Saison. Obwohl Baseball Rubbing Mud begehrt ist, ist er nicht besonders lukrativ: Laut Jim Bintliff, der 2009 Lena Blackburnes Firma führte, bringt der Verkauf pro Jahr „insgesamt nur etwa 20.000 US-Dollar“.